# Герберт IV де Вермандуа
Герберт IV де Вермандуа (фр. Herbert IV de Vermandois; ок. 1032—1080) — последний граф Вермандуа (с 1045 года) из рода Каролингов.

## Биография
Герберт IV был сыном графа Эда де Вермандуа (умер 25 мая 1045 года) и его наследником. В 1068 году (по другим данным — в 1059 году) он вступил в брак с Аделаидой де Валуа, дочерью Рауля IV, графа Амьена, Валуа, Крепи, Витри и Вексена.
В 1074 году тесть Герберта умер, оставив все свои владения старшему сыну Симону де Крепи. Однако в 1077 году Симон постригся в монахи, и часть его наследия — графство Валуа — досталась Аделаиде. Герберт IV же управлял им от имени супруги.
У Герберта IV и Аделаиды де Валуа было двое детей:
- Эд II по прозванию Безумный («l’Insensé») — умер после 1085 года, женат на Гедвиге.
- Аделаида (ок. 1065 — 28 сентября 1124), в первом браке (с 1078 года) — жена Гуго Капетинга (умер в 1101), сына французского короля Генриха I; во втором браке (с 1103 года) — жена Рейнальда II, графа Клермона (умер ранее 1162).

Сын Герберта IV Эд был психически больным, и отец лишил его права наследования. Таким образом, графства Вермандуа и Валуа унаследовала Аделаида, после вступления которой в брак с Гуго Великим они перешли к роду Капетингов.